# Antoine Richard (historien)
Pour l’article homonyme, voir Antoine Richard.
Blaise Antoine Marie Richard, né le 25 mai 1890 à Cunlhat et mort le 22 octobre 1947 à Dax est un historien, enseignant, militant communiste et syndicaliste français.

## Biographie
Antoine Richard étudie à l'école normale d'instituteurs de Clermont-Ferrand en 1906, est instituteur stagiaire à Cunlhat de 1909 à 1910 puis entre à l'école normale supérieure primaire de Saint-Cloud en 1911 en section littéraire. Il commence son service militaire en août 1914 dans les troupes auxiliaires, passe en 1916 par l'école militaire de Bilom, est promu brigadier en 1917 puis reformé en septembre 1918, lorsqu'il est nommé professeur à l'ENI du Pas-de-Calais à Berck. Il devient ensuite professeur à l'ENI de Lescar en octobre 1919 - où il adhère au groupe local SFIO - puis de Dax en octobre 1924. Il obtient un diplôme d'études supérieures d'histoire dans les années 1920,.
En 1930, l'inspecteur général note « l’influence indubitable de l’école marxiste » mais également un enseignement consciencieux. Il épouse Marcelle Février à Montauban le 6 février 1923, avec qui il a un fils. En 1924, il devient secrétaire de la fédération communiste landaise. Il rejoint l'opposition à la direction du parti, et en octobre 1925, il est un des signataires de la lettre des 250, et est exclu pour discipline par le comité régional le 28 février 1926. En août 1926, il est responsable pour les landes de la FUE et est délégué au troisième congrès de la CGTU. Il écrit plusieurs articles dans La Révolution prolétarienne. En 1937, il dirige la section dacquoise de la CGT. À ce poste, il organise l'accueil de républicains espagnols en 1939,.
Il envoie une lettre au sous-préfet de Dax le 25 mai 1940 une lettre dans laquelle il évoque son « esprit d’indépendance [du PCF] », son conflit avec les communistes landais qui l'ont « mis dans l’obligation de la [l'action syndicale et militante] cesser tant à l’Union locale de Dax que [dans] les syndicats de l’enseignement, depuis octobre 1937 », son opposition à la grève du 30 novembre 1938 et termine par ces mots : « Je trouverai particulièrement injuste d’être assimilé aux complices de l’agression hitlérienne ». Il est ensuite affecté comme professeur à l'EPS de Bordeaux, poste qu'il refuse le 17 avril 1941 à cause d'une tuberculose pulmonaire, avant de prendre sa retraite le 7 mai 1941. Il est proche de divers mouvement collaborationnistes tels que le RNP d'août 1941 à la libération. Il est alors emprisonné, puis transféré à l'hôpital de Dax, où il meurt le 22 août 1947,.

## Œuvres

### Ouvrages
- Le Gouvernement révolutionnaire dans les Basses-Pyrénées (préf. Albert Mathiez), Paris, Allan, 1926, 243 p. (BNF 30906655) ;
- Avec Marcelle Richard, Géographie des Landes : à l'usage des écoles, Hossegor, Chabas, 1936, 48 p. (BNF 34106489) ;
- Nouvelle histoire des Landes, Dax, Lesgourgues, 1951, 124 p. (BNF 32569304).

### Articles
- « Le massif du Livradois », Annales de géographie,‎ 1923 (lire en ligne) ;
- « La crise forestière landaise », Sud-Ouest européen,‎ 1930 (lire en ligne) ;
- « La métallurgie landaise », Sud-Ouest européen,‎ 1931 (lire en ligne) ;
- « Le Pin Maritime. Produits, sous-produits, dérivés, les industries de la forêt landaise », Sud-Ouest économique,‎ 1932 (lire en ligne) ;
- « Le mouvement de la population dans le département des Landes au cours de la période 1821-1920 et depuis la fin de cette période », Sud-Ouest européen,‎ 1932 (lire en ligne) ;
- « Les papeteries landaises », Sud-Ouest européen,‎ 1934 (lire en ligne).